# اندیس سرب میرآبادخاش
سرب میرآبادخاش یک اندیس فلزی است که در حوالی شهر نوک آباد استان سیستان و بلوچستان قرار دارد و مادهٔ معدنی موجود در آن، سرب است.سنگ میزبان این اندیس شیل و مارن است و دیرینگی آن به دوران سنوزوئیک می‌رسد. 